# Gibson Les Paul Studio
Gibson Les Paul Studio - Модель, выпускаемая компанией Gibson. Инструменты данной модели не имеют окантовки корпуса и грифа. Гитара за счёт подобных изменений выглядит более строго. На основе Les Paul Studio впоследствии была создана именная гитара Les Paul Gary Moore. Именно в модели Studio воплощаются все классические черты гитар линейки Les Paul.
На Led Paul Studio устанавливаются ручки (Black Speed), колки (Green Keys) и струнодержатель (Stopbar) цвета «никель», либо «золото».
К гитаре прилагается кейс, отделанный внутри тёмно-серым плюшем и чёрной тканью. Снаружи кейс отделан синтетическим покрытием Black Reptile Pattern. На кейс нанесён серебристый логотип «Gibson USA».